# Sinankylosaurus
Sinankylosaurus („čínský srostlý ještěr“) byl rod ptakopánvého dinosaura ze skupiny "obrněných" ankylosaurů. Zahrnuje zatím jediný známý druh (S. zhuchengensis), formálně popsaný v roce 2020 pětičlenným týmem čínských paleontologů.

## Objev a popis
Fosilie tohoto ptakopánvého dinosaura byly objeveny již po roce 1964 na území čínské provincie Šan-tung (oblast Ču-čcheng), a to v sedimentech geologické skupiny Wang-š’ (souvrství Sin-ke-čuang). Sedimenty tohoto souvrství mají stáří 77,3 až 73,5 milionu let (geologický věk kampán) a již dříve zde byla objevena bohatá fosilní společenstva pozdně křídových dinosaurů. Dnes je z této oblasti o rozloze přes 1600 km² známo zhruba deset různých dinosauřích druhů. Holotyp nese katalogové označení ZJZ-183 a jedná se o téměř kompletní fosilní pravou kost kyčelní (ilium). Nově popsaný ankylosaur zvyšuje známou biodiverzitu dinosaurů ve zmíněném souvrství a dokládá také, že fauna pozdně křídové východní Asie i Severní Ameriky si byly značně podobné.
Velikost tohoto dinosaura s jistotou neznáme, podobně jako jeho příbuzní však mohl dosahovat délky zhruba 4 až 6 metrů. Je také možné, že se u tohoto druhu projevoval sexuální dimorfismus, tedy odlišné rozměry a vzezření u samců a samic, podobně jako tomu bylo například u příbuzného rodu Tianzhenosaurus.